# Opération Condor (film)
Pour les articles homonymes, voir Opération Condor (homonymie).
Série
Mister Dynamite
(1986) Chinese Zodiac
(2012)
Pour plus de détails, voir Fiche technique et Distribution.
Opération Condor (chinois : 飛鷹計劃 Fei ying gai wak) est un film hongkongais réalisé par Jackie Chan, sorti en 1991. Il s'agit de la suite de Armour of God, connu en France sous le nom de Mister Dynamite et sorti en 1986.

## Synopsis
Jackie est chargé de retrouver un trésor caché par les nazis au fin fond du Sahara. Pour mener à bien cette opération, il est épaulé par Ada, une historienne, Momoko, une touriste japonaise et Elsa, la petite fille de l'officier allemand qui a dissimulé ce trésor. Ils affrontent des mercenaires sans pitié qui recherchent aussi ce trésor.

## Fiche technique
- Titre français et québécois : Opération Condor
- Titre américain : Operation Condor
- Titre original : 飛鷹計劃 Fei ying gai wak
- Titre anglophone : Armour of God II[1]
- Réalisation : Jackie Chan
- Scénario : Jackie Chan et Edward Tang
- Musique : Chris Babida

Version américaine : Stephen Endelman et Paul Rabjohns
- Costumes : Thomas Chong, Ku Chia Lu
- Montage : Cheung Yiu Chung
- Photographie : Arthur Wong
- Sociétés de production : Golden Harvest, Paragon Films Ltd. et The Ladd Company
- Distribution : Golden Harvest (Hong Kong), CTV International (France), Dimension Films (Etats-Unis)
- Pays d'origine : Hong Kong
- Format : Couleurs - 2,35:1 - Mono - 35 mm
- Genre : comédie d'action, aventures
- Durée : 106 minutes (Version Longue : 117 minutes)
- Budget : 115 000 000 HKD[2]
- Date de sortie[1] :
  - Hong Kong : 7 février 1991
  - France : 13 novembre 1991
  - États-Unis : 18 juillet 1997

## Distribution
- Jackie Chan (VF : Christian Bénard ; VQ : François L'Écuyer) : Jackie (Asian Hawk / Asian Condor en VO)
- Carol Cheng (VF : Maïk Darah ; VQ : Natalie Hamel-Roy) : Ada
- Eva Cobo (VF : Déborah Perret ; VQ : Lisette Dufour) : Elsa
- Shōko Ikeda (VF : Béatrice Bruno ; VQ : Sophie Léger) : Momoko
- Aldo Sambrell (VQ : Ronald France) : Adolf
- Jonathan Isgar (VF : Daniel Russo ; VQ : Daniel Lesourd) : Tasza
- Daniel Mintz (VF : Patrick Messe ; VQ : Sylvain Hétu) : Amon
- Bozidar Smiljanic (VQ : Claude Préfontaine) : le baron Bannon / Duke Scapio
- Ken Goodman : garde d'Adolf no 1
- Steve Tartalia : garde d'Adolf no 2
- Lyn Percival : garde d'Adolf no 3
- Bruce Fontaine : garde d'Adolf no 4
- Wayne Archer : garde d'Adolf no 5
- Brandon Charles : garde d'Adolf no 6
- Ken Lo : garde d'Adolf no 7
- Peter Klimenko : garde d'Adolf no 8
- Christian Perrochaud (VF : Daniel Russo) : garde d'Adolf no 9
- Cheung Wing-fat : un figurant
- Chi-Hwa Chen (VF : Gilbert Levy) : le mari de la fille du chef de la tribu Amazone (non crédité)

## Production
Le tournage a lieu principalement à Madrid et au Maroc. La scène de descente de colline dans une ballule (spécialement développée pour le film par l'architecte français Gilles Ebersolt) est tournée sur le mont Macolod à Cuenca aux Philippines. Une autre séquence (celle du parapente motorisé) est tournée aux Philippines, entre le lac Taal et Tagaytay. Une partie de la scène de l'hôtel marocain est tournée à Hong Kong, dans le district de Sha Tin,.
Dans son autobiographie I Am Jackie Chan (1998), Jackie Chan raconte qu'il s'est cassé le sternum lors d'une chute lors du tournage d'une scène dans la base.

## Accueil

### Critique
Le film reçoit des critiques assez positives,,,. Sur l'agrégateur américain Rotten Tomatoes, il récolte 71% d'opinions favorables pour 34 critiques et une note moyenne de 6,47⁄10.

### Box-office
| Pays ou région    | Box-office     | Date d'arrêt du box-office | Nombre de semaines |
| ----------------- | -------------- | -------------------------- | ------------------ |
| États-Unis Canada | 10 405 394 $   |                            | 2                  |
| France            | 94 451 entrées |                            |                    |
| Total mondial     | n/a            | -                          | -                  |

## Trilogie
- 1986 : Mister Dynamite (Longxiong hudi) (龍兄虎弟) de Jackie Chan et Eric Tsang
- 1991 : Opération Condor (Fei ying gai wak) de Jackie Chan
- 2012 : Chinese Zodiac (Shi Er Sheng Xiao) de Jackie Chan